# Karl Joseph Haugh
Carl Joseph Julius Hubert Haugh (auch: Karl) (* 19. März 1812 in Düsseldorf; † 8. Juni 1886 in Köln) war ein deutscher Richter und Politiker.

## Leben
Haugh war der Sohn eines Appellationsgerichtsrates. Er war katholischer Konfession und heiratete 1840. Von 1829 bis 1832 studierte er Rechtswissenschaften an der Universität Bonn und wurde zum Dr. jur. promoviert. Er wurde Landgerichtsrat, später Appellationsgerichtsrat und wirkte zuletzt von 1866 bis 1883 Senatspräsident am Appellationsgerichtshof Köln mit dem Titel Geheimer Oberjustizrat.
1845 war er Mitgründer des Borromäusvereins und 1848 Mitglied des provisorischen Komitees zur Gründung einer katholischen Zeitung. Vom 19. Mai 1848 bis zum 28. Mai 1848 vertrat er den Wahlkreis 35. Provinz Rheinland (Neuß) in der Frankfurter Nationalversammlung. Im Parlament blieb er fraktionslos. Sein Nachfolger in der Nationalversammlung war Franz Xaver Dieringer. 1848 wurde er in die Preußische Nationalversammlung gewählt. Von 1853 bis 1856 war er Abgeordneter im Preußischen Abgeordnetenhaus (katholische Fraktion).